# Рольф, Джон
Джон Рольф (ок. 1585 — март 1622) — табачный плантатор, один из первых американских поселенцев.

## Биография
Джон Рольф родился в деревне Хичем (графство Норфолк, Восточная Англия) предположительно в 1585 году. В те годы Испания обладала монополией на торговлю табаком. Отношения между Англией и Испанией начали стремительно ухудшаться ввиду того, что население Старого Света активно приобщалось к курению табачных изделий.
Рольф вошёл в число предпринимателей, поддерживавших идею сокращения импорта из Испании взамен на культивирование собственного табака на территории Виргинии.
Несмотря на то, что в Испании существовал запрет на вывоз табачных семян под страхом смертной казни, Рольфу удалось тайно раздобыть семена популярного сорта, выращиваемого на Тринидаде.
Предполагалось, что родителями Рольфа были Джон и Дороти Мейсон-Рольф. Однако в нынешнее время данное предположение опровергнуто, потому как у Джона был брат Генри и в то же время достоверно известно, что у супругов Рольф не было сына по имени Генри.
Сегодня принято считать, что Рольф стал первым человеком, которому в 1612 году удалось вывести новый сорт табака, полностью адаптировав его к почве и климату Виргинии.

## Брак с Покахонтас
Рольф познакомился с дочерью вождя племени поухатанов Покахонтас в апреле 1613 года и в целях улучшения табачного бизнеса и укрепления союза между колонистами и индейцами женился на ней 5 апреля 1614 года, после того как она приняла христианство под именем Ребекка. В январе 1615 года у пары родился сын Томас.
Вместе с двенадцатью коренными жителями они отплыли в Англию в 1616 году.
Покахонтас была приглашена ко двору короля Якова I Стюарта. Рольфу же в приёме было отказано ввиду неблагородного происхождения — наоборот, он был обвинён в государственной измене. В ответ на это Рольф заявил, что не претендует на трон Виргинии.
Супруги поселились в загородном имении в окрестностях Лондона. По пути они встретили Джона Смита. Согласно одной из версий, Ребекка отказалась здороваться с давним знакомым и обвинила его в жестоком обращении к своему народу.
Спустя девять месяцев Рольфы планировали вернуться в Америку, однако в Грейвзенде им пришлось сойти на берег, поскольку Ребекка была тяжело больна. В марте 1617 года она скончалась; была похоронена в церкви Святого Георгия.
Будучи вынужденным вернуться в Виргинию, Рольф назначил сэра Льюиса Стакли опекуном сына и отплыл в Америку. Затем опеку над ребёнком взял Генри Рольф, брат Джона и дядя Томаса. Рольф никогда больше не видел сына. Томас, в свою очередь, прожил в Англии до самого совершеннолетия.
Джон Рольф скончался в 1622 году в возрасте приблизительно 37 лет.

## В популярной культуре
- Трагическая история смерти жены Рольфа, которую он потерял во время шторма на Бермудских островах, легла в основу пьесы Уильяма Шекспира «Буря»[2].
- Внутриштатное шоссе State Route 31, расположенное на востоке Виргинии, названо в честь Джона Рольфа.
- Одна из улиц в городе Смитфилд в этом же штате также носит его имя.
- Неосуществлённый проект транспортного коридора, в который должно было войти внутриштатное шоссе 288 в западном округе Хенрико, стал соединительной дорогой и был назван в честь Джона Рольфа.
- В фильме «Капитан Джон Смит и Покахонтас[англ.]» (1953) роль исполнил американский актёр Роберт Кларк[англ.].
- Является одним из героев сиквела Дисней «Покахонтас 2: Путешествие в Новый Свет». Роль озвучил Билли Зейн.
- В фильме Терренса Малика «Новый свет» (2005) в роли Рольфа — Кристиан Бейл.

## Потомки
Томас Рольф женился на Джейн Пойтресс. У пары родилась единственная дочь — Джейн Рольф, которая вышла замуж за Роберта Боллинга и родила сына Джона в 1676 году.
Среди потомков Томаса Рольфа — первые леди США Эдит Вильсон и Нэнси Рейган, американский бизнесмен Персиваль Лоуэлл, актёр Гленн Стрейндж, Нортон, Эдвард и др.